# Rose des vents classique
Pour les articles homonymes, voir Rose des vents (homonymie).

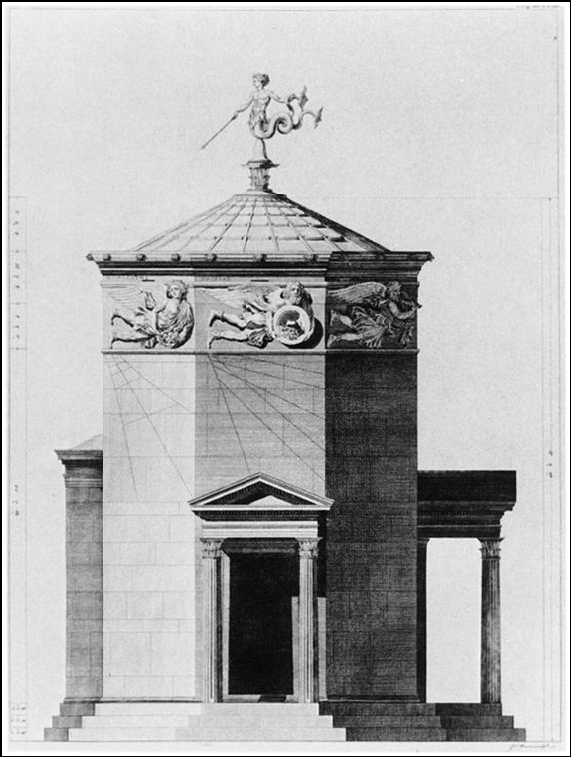
La Tour des Vents d'Athènes.

L'expression rose des vents classiques fait référence à la nomenclature et à l'association des vents dans l'Antiquité méditerranéenne classique (antiquité grecque et Rome antique) avec les points de directions géographiques, facilitant l'orientation. La rose des vents antique possède typiquement douze vents et, par conséquent, douze points cardinaux (parfois réduit à huit ou augmenté à vingt-quatre).
Le concept faisait à l’origine partie des secteurs de la météorologie, la rose des vents d'époque classique avait alors un rapport timide avec la navigation actuelle. La rose des vents classique à douze points fut par la suite remplacée par la rose des vents moderne (à 8, 16 et 32 points), adoptée par les marins durant le Moyen Âge.

## Tableau comparatif des vents classiques
Le tableau suivant résume l'évolution chronologique des vents dans l'antiquité classique. Les changements de noms et de positions par rapport au précédent sont mis en avant en gras. La liste des 24 vents de Vitruve est omise car elle ne peut entrer dans ce tableau.
| Grec                         | N                              | NNE                                                | NE                          | E                              | SE                  | SSE                                 | S                     | SSO                                 | SO                 | O                           | NO                                        | NNO                        |
| ---------------------------- | ------------------------------ | -------------------------------------------------- | --------------------------- | ------------------------------ | ------------------- | ----------------------------------- | --------------------- | ----------------------------------- | ------------------ | --------------------------- | ----------------------------------------- | -------------------------- |
| Points cardinaux             | Αrctos (Ἄρκτος)                |                                                    |                             | Αnatole (Ἀνατολή)              |                     |                                     | Μesembria (Μεσημβρία) |                                     |                    | Dysis (Δύσις)               |                                           |                            |
| Homère (version à 4 vents)   | Boreas (Βoρέας)                |                                                    |                             | Eurus (Εὖρος)                  |                     |                                     | Notos (Νότος)         |                                     |                    | Zephyrus (Ζέφυρος)          |                                           |                            |
| Homère (version à six vents) | Boreas                         |                                                    | Eurus                       |                                | Apeliotes           |                                     | Notos                 |                                     | Agrestes           |                             | Zephyrus                                  |                            |
| Aristote                     | Aparctias ou Boreas            | Meses                                              | Caecias                     | Apeliotes                      | Eurus ou Euronoti   | Aucun vent (localement, Phoenicias) | Notos                 | Aucun vent                          | Lips               | Zephyrus                    | Argestes, (localement Olympias ou Sciron) | Thrascias                  |
| Aristote (en grec)           | Ἀπαρκτίας, Βoρέας              | Μέσης                                              | Καικίας                     | Ἀπηλιώτης                      | Εὖρος, Εὐρόνοτοι    | (Φοινικίας)                         | Νότος                 |                                     | Λίψ                | Ζέφυρος                     | Ἀργέστης, (Ὀλυμπίας, Σκίρων)              | Θρασκίας                   |
| Théophraste                  | Aparctias ou Boreas            | Meses                                              | Caecias                     | Apeliotes                      | Eurus               | (Phoenicias)                        | Notos                 |                                     | Lips               | Zephyrus                    | Argestes                                  | Thrakias                   |
| Ventorum Situs               | Boreas                         | Meses                                              | Caecias                     | Apeliotes                      | Eurus               | Orthonotos                          | Notos                 | Leuconotos                          | Lips               | Zephyrus                    | Iapyx ou Argestes                         | Thrakias                   |
| Timosthène                   | Aparctias                      | Boreas                                             | Caecias                     | Apeliotes                      | Eurus               | Euronotos                           | Notos                 | Leuconotos ou Libonotos             | Lips               | Zephyrus                    | Argestes                                  | Thrascias ou Circius       |
| De Mundo                     | Aparctias                      | Boreas                                             | Caecias                     | Apeliotes                      | Eurus               | Euronotos                           | Notos                 | Libonotos ou Libophoenix            | Lips               | Zephyrus                    | Argestes ou Iapyx, ou Olympias            | Thrascias ou Circius       |
| Tour des Vents               | Boreas                         |                                                    | Caecias                     | Apeliotes                      | Eurus               |                                     | Notos                 |                                     | Lips               | Zephyrus                    | Sciron                                    |                            |
| Romain                       | N                              | NNE                                                | NE                          | E                              | SE                  | SSE                                 | S                     | SSO                                 | SO                 | O                           | NO                                        | NNO                        |
| Sénèque                      | Septentrio                     | Aquilo                                             | Caecias                     | Subsolanus                     | Vulturnus ou Eurus  | Euronotus                           | Auster ou Notus       | Libonotus                           | Africus            | Favonius ou Zephyrus        | Corus ou Argestes                         | Thrascias                  |
| Pline                        | Septentrio                     | Aquilo ou Boreas ou Aparctias (Meses vers NW du N) | Caecias                     | Subsolanus                     | Vulturnus           | Phoenicias                          | Auster                | Libonotus                           | Africus            | Favonius                    | Corus                                     | Thrascias                  |
| Aulu-Gelle                   | Septentrio Aparctias           |                                                    | Aquilo Boreas               | Eurus Apeliotes Subsolanus     | Vulturnus Euronotus |                                     | Auster Notus          |                                     | Africus Lips       | Favonius Zephyrus           | Caurus Argestes                           |                            |
| Table du Vatican             | Septentrio Aparkias (Ἀπαρκίας) | Aquilo Boreas (Βoρέας)                             | Vulturnus Caecias (Καικίας) | Solanus Apheliotes (Ἀφηλιώτης) | Eurus Eurus (Εὖρος) | Euroauster Euronotos (Εὐρόνοτος)    | Auster Notos (Νότος)  | Austroafricus Libonotos (Λιβόνοτος) | Africus Lips (Λίψ) | Favonius Zephyrus (Ζέφυρος) | Chorus Iapyx (Ἰᾶπυξ)                      | Circius Thrakias (Θρακίας) |
| Isidore de Séville           | Septentrio                     | Aquilo                                             | Vulturnus                   | Subsolanus                     | Eurus               | Euroauster                          | Auster                | Austroafricus                       | Africus            | Favonius                    | Corus                                     | Circius                    |
| Médiéval                     | N                              | NNE                                                | NE                          | E                              | SE                  | SSE                                 | S                     | SSO                                 | SO                 | O                           | NO                                        | NNO                        |
| Charlemagne                  | Nordroni                       | Nordostroni                                        | Ostnordroni                 | Ostroni                        | Ostsundroni         | Sundostroni                         | Sundroni              | Sundvuestroni                       | Vuestsundroni      | Vuestroni                   | Vuestnordroni                             | Nordvuestroni              |
| Hunayn ibn Ishaq             | šimāl                          | mis'                                               | nis'                        | şaban                          | azyab               | nu'āmā                              | janūb                 | hayf                                | hur jūj            | dabūr                       | mahwa                                     | jirbiyā'                   |
| Diogo Homem                  | Tramontana                     | Greco-Tramontana                                   | Greco                       | Levante                        | Scirocco            | Ostro-Scirocco                      | Ostro                 | Ostro-Libeccio                      | Libeccio           | Ponente                     | Maestro                                   | Maestro-Tramontana         |

## Sources
- (it) Cet article est partiellement ou en totalité issu de l’article de Wikipédia en italien intitulé « Rosa dei venti classica » (voir la liste des auteurs).

- (en) Cet article est partiellement ou en totalité issu de l’article de Wikipédia en anglais intitulé « Classical compass winds » (voir la liste des auteurs).